# (13642) Ricci
(13642) Ricci (1996 HX) – planetoida z pasa głównego asteroid okrążająca Słońce w ciągu 5,26 lat w średniej odległości 3,02 j.a. Odkryta 19 kwietnia 1996 roku.